# Али Чак (Аризона)
Али Чак (енгл. Ali Chuk) насељено је место без административног статуса у америчкој савезној држави Аризона.

## Демографија
По попису из 2010. године број становника је 161.
| Група             | 2000.    | 2010.      |
| Белци             | 0 (0,0%) | 1 (0,6%)   |
| Афроамериканци    | 0 (0,0%) | 0 (0,0%)   |
| Азијати           | 0 (0,0%) | 0 (0,0%)   |
| Хиспаноамериканци | 0 (0,0%) | 20 (12,4%) |
| Укупно            | 0        | 161        |